# Ravenna (stacja kolejowa)
Ravenna (włoski: Stazione di Ravenna) – stacja kolejowa w Rawennie, w regionie Emilia-Romania, we Włoszech. Stacja posiada 4 perony. Zarządzana jest przez Rete Ferroviaria Italiana oraz należy do projektu Centostazioni.